# 科扎羅維奇
50°45′29″N 30°21′23″E / 50.75806°N 30.35639°E
科扎羅維奇（烏克蘭語：Козаровичі）是位於烏克蘭北部的村莊，由基辅州维什霍罗德区的季梅爾市鎮負責管轄。該村處於伊爾平河畔，始建於1428年，海拔高度103米，2001年人口1,804。